# Le Chant du conducteur de tank

Le Chant du conducteur de tank est une chanson populaire soviétique, la variante finale de ce qui a été popularisé par le film À la guerre comme à la guerre (На войне как на войне) de Viktor Tregoubovitch, sorti en 1968, qui raconte l'histoire de l'équipage d'un char d'assaut SU-85.
La chanson n'a pas de titre officiel et elle est désignée par sa première ligne : « На поле танки грохотали » (« Sur le terrain les chars grondaient »). La mélodie provient d'une vieille chanson de mineurs russes, Les sirènes ont sonné l'alarme (Гудки тревожно прогудели), popularisée dans les années 1940 par le film Une grande vie (Большая жизнь). Les paroles de la chanson ont été remplacées au cours de la Seconde Guerre mondiale.

## Paroles
| На поле танки грохотали, Солдаты шли в последний бой. А молодого командира Несли с пробитой головой. По танку вдарила болванка, Прощай родимый экипаж. Четыре трупа возле танка Наполнят утренний пейзаж. Машина пламенем объята, Вот-вот рванет боекомплект. А жить так хочется, ребята, И вылезать уж мочи нет. Нас извлекут из под обломков, Поднимут на руки каркас. И залпы башенных орудий В последний путь проводят нас. И полетят тут телеграммы, Родных и близких известить, Что сын ваш больше не вернется И не приедет погостить. В углу заплачет мать-старушка, Смахнет слезу старик отец, И молодая не узнает, Какой у парня был конец. И будет карточка пылиться На полке пожелтевших книг. В военной форме, при погонах Теперь он больше не жених | Dans la plaine les tanks grondaient Les soldats allaient à la dernière bataille. Et un jeune commandant Était porté, la tête transpercée. Son tank fut touché par un obus perforant Adieu mon cher équipage. Quatre cadavres près du tank Vont s’ajouter au paysage du matin. La machine est enveloppée par les flammes Bientôt les munitions vont exploser J'ai tellement envie de vivre, les gars Mais pas de force pour sortir On nous extraira des débris On lèvera à la main la carcasse Et les salves des canons de tourelles Au dernier voyage nous accompagnent Et puis s’envoleront les télégrammes Pour, aux amis et parents, faire part, Que le fils ne reviendra pas Et ne restera pas en visite quelque temps Dans le coin, pleurera la mère âgée Le vieux père laissera couler une larme, Et la jeune mariée ne saura jamais Quelle aura été la fin du garçon Et il restera une photo poussiéreuse Sur l'étagère aux livres jaunis. En uniforme, avec épaulettes, Maintenant il n'est plus marié. |